# Лейкерт, Шарль
Шарль Анри Жозеф Лейкерт (нидерл. Charles Henri Joseph Leickert, 22 сентября 1818[…], Брюссель — 5 декабря 1907[…], Майнц) — нидерландский художник-реалист.

## Жизнь и творчество
Ш. Лейкерт изучал живопись и рисование, беря частные уроки в Гааге у таких художников, как Бартоломеус ван Хове, Вейнанд Нёйден и Андреас Схелфхаут. Писал преимущественно пейзажи, особенно любил изображать зимние ландшафты. В 1841—1848 годах Лейкерт живёт и работает в Гааге, в 1849—1883 годах — в Амстердаме. В 1856 году художник становится членом Амстердамской королевской академии искусств. В конце жизни Ш. Лейкерт совершил путешествия по Италии, Франции и Германии.

## Галерея

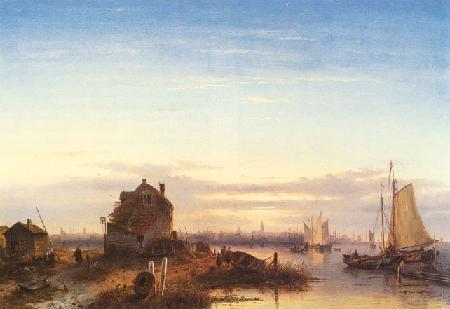
Вид в Амстердаме, (1849)
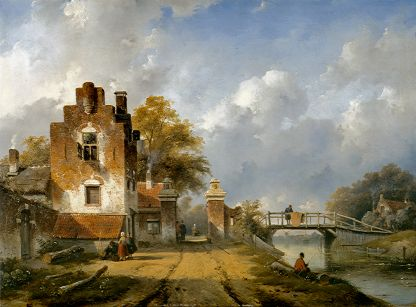
Речной пейзаж с фигурами, (1850)
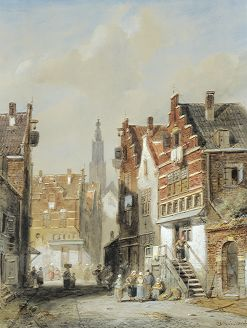
Уличная сценка в Голландии, (акварель, 1850)
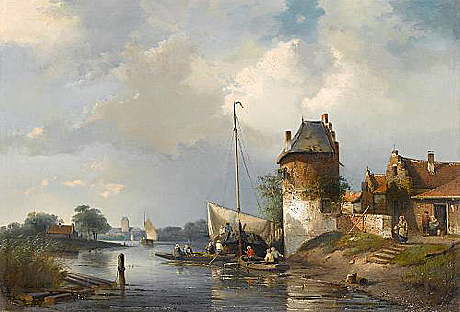
Речной пейзаж (акварель, 1860)
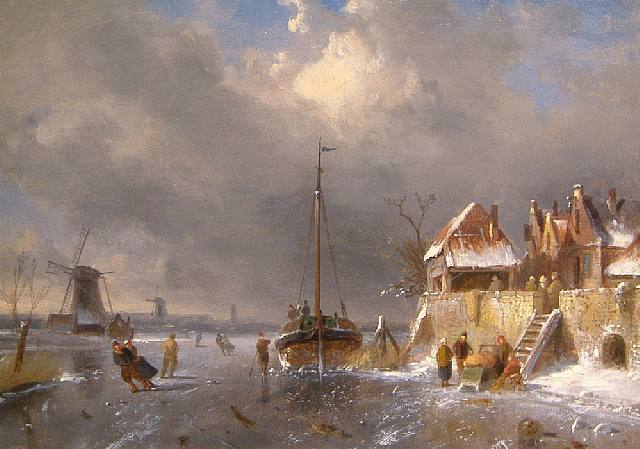
Зимний пейзаж (1880)